# Македонски културен дом (Варна)
Македонският културен дом е основна сграда на македонската емиграция във Варна.

## История
Земята за построяването на Македонския дом е дарена от общината на Македонското благотворително братство „Тодор Александров“ с площ 1250 m2. Стойността на строежа ѝ е 2 милиона лева, без да се броят подарените материали и безплатно положеният труд на майстори, работници и инженери.
Проектант на сградата е варненският архитект Дабко Дабков. Събирането на средствата започва през 1925 година. Самите пари са покрити от доброволни пожертвования на македонската емиграция в града, както и от безлихвен заем за 325 686 лева. През 1925 година е създаден строителен комитет, за председател на който е избран Васил Кузов.
След построяването ѝ е използвана от местните дружества на Съюза на македонските организации и Илинденската организация, както и за театрални постановки, изнасяне на лекции и други. Сградата е тържествено отворена на 6 януари 1938 година.
Разполага с голям салон, канцеларии, читалище, македонски етнографски музей, а на партерния етаж разполага с магазини.
До 1945 година е собственост на Македонското благотворително братство „Тодор Александров“, което е закрито от комунистическата власт. След това домът е предаден от държавата на новосвормирания Съюз на македонските културно-просветни дружества „Гоце Делчев“, с чийто устав е регистрирано и Македонското културно-просветно дружество „Гоце Делчев“ във Варна. През 1965 година е преустроен от Градския народен съвет--Варна в Дом на художествената самодейност, като оригиналната входна фасада е закрита от бетонови решетки с проект на архитект Камен Горанов. През 1992 година собственик на Македонския дом става възстановеното Македонско културно-просветно дружество „Гоце Делчев“, Варна, което през 2005 година апортира безвъзмездно Македонския дом в новосъздадената фондация „Българи от Македония“, която става собственик на Македонския дом. През 1998 година е деклариран като паметник на културата от местно значение.
От 2018 година Фондация „Българи от Македония“ започва ремонт за съхраняването ѝ.